# Michael May
Michael May (Stuttgart, Duitsland, 18 augustus 1934) is een voormalig Formule 1-coureur uit Zwitserland. Hij nam in 1961 deel aan 3 Grands Prix voor het team Lotus, maar scoorde hierin geen punten. Hij debuteerde in dit kampioenschap op 14 mei 1961.
Na een crash tijdens een training voor de Grand Prix Formule 1 van Duitsland van 1961, richtte May zich op de ontwikkeling van auto's. Zo droeg hij onder andere bij aan de ontwikkeling van de injectiemotor voor Porsche en Ferrari.